# Ioan I (episcop al Ierusalimului)
Ioan I al Ierusalimului a fost al șaptelea episcop al Ierusalimului.
El a fost, potrivit lui Eusebiu, un creștin evreu născut din părinți evrei care au ținut legea Torei. Conform tradiției universale, Ioan I l-a înlocuit pe primul episcop al Ierusalimului sfântul Iacob cel Drept, fratele lui Isus, care a fost numit episcop de Apostolul Petru, Sfântul Iacob (pe care Eusebiu îl identifică ca Iacov, fiul lui Zebedeu și Ioan.
Ioan a fost bine versat în Legea lui Moise și ca tânăr s-a certat cu creștinii până când s-a convertit la învățătura Sfântului Just I, episcop al Ierusalimului. El a fost botezat și hirotonit ca diacon. Episcopia sa de doi ani a fost una sub care biserica a fost persecutată.
Ioan I a murit pe 11 aprilie, după ce a slujit doi ani în funcție.